# Salmourão
Salmourão là một đô thị ở bang São Paulo của Brasil.
Đô thị này nằm ở vĩ độ 21º37'27" độ vĩ nam và kinh độ 50º51'38" độ vĩ tây, trên khu vực có độ cao 461 m. Dân số năm 2004 ước tính là 4.370 người.

## Thông tin nhân khẩu
Dữ liệu dân số theo điều tra dân số năm 2000
Tổng dân số: 4.401
- Urbana: 3.561
- Rural: 840
- Homens: 2.241
- Mulheres: 2.160

Mật độ dân số (người/km²): 25,48
Tỷ lệ tử vong trẻ sơ sinh dưới 1 tuổi (trên một triệu người): 18,17
Tuổi thọ bình quân (tuổi): 70,03
Tỷ lệ sinh (số trẻ trên mỗi bà mẹ): 2,26
Tỷ lệ biết đọc biết viết: 81,52%
Chỉ số phát triển con người (HDI-M): 0,734
- Chỉ số phát triển con người - Thu nhập: 0,650
- Chỉ số phát triển con người - Tuổi thọ: 0,751
- Chỉ số phát triển con người - Giáo dục: 0,801

(Nguồn: IPEADATA)